# オスカル・リントン
オスカル・リントン（Óscar Linton、1993年1月29日 - ）はパナマ出身の同国代表サッカー選手。ポジションはDF。

## 経歴
チェポFCでプロデビュー。以来、パナマ国内のクラブでキャリアを重ねた。
2020年2月26日、ニカラグアの首都マナグアで開催されたニカラグア代表とのフレンドリーマッチに先発出場しパナマ代表デビューを果たした。
2020年9月、パナマのコスタ・デル・エステFCからマルタ・プレミアリーグのスリマ・ワンダラーズFCに期限付き移籍で加入。
2021年3月26日、FC今治に期限付き移籍で加入することが発表された。2021年12月、移籍期間満了により退団した。

## 所属クラブ
- 2010年 - 2016年  チェポFC（英語版）
- 2016年 - 2017年  SDアトレティコ・ナシオナル（英語版）
- 2017年 - 2021年  コスタ・デル・エステFC（英語版）
  - 2020年 - 2021年  スリマ・ワンダラーズFC (期限付き移籍)
  - 2021年  FC今治 (期限付き移籍)
- 2022年  スリマ・ワンダラーズFC
- 2022年  コスタ・デル・エステFC（英語版）
- 2023年  CDプラサ・アマドル
- 2023年 - サントス・デ・グアピレスFC

## Jリーグでの個人成績
| 国内大会個人成績 | 国内大会個人成績 | 国内大会個人成績 | 国内大会個人成績 | 国内大会個人成績 | 国内大会個人成績 | 国内大会個人成績 | 国内大会個人成績 | 国内大会個人成績 | 国内大会個人成績 | 国内大会個人成績 | 国内大会個人成績 |
| 年度             | クラブ           | 背番号           | リーグ           | リーグ戦         | リーグ戦         | リーグ杯         | リーグ杯         | オープン杯       | オープン杯       | 期間通算         | 期間通算         |
| 年度             | クラブ           | 背番号           | リーグ           | 出場             | 得点             | 出場             | 得点             | 出場             | 得点             | 出場             | 得点             |
| 日本             | 日本             | 日本             | 日本             | リーグ戦         | リーグ戦         | リーグ杯         | リーグ杯         | 天皇杯           | 天皇杯           | 期間通算         | 期間通算         |
| ---------------- | ---------------- | ---------------- | ---------------- | ---------------- | ---------------- | ---------------- | ---------------- | ---------------- | ---------------- | ---------------- | ---------------- |
| 2021             | 今治             | 17               | J3               | 5                | 0                | -                | -                | 2                | 0                | 7                | 0                |
| 通算             | 日本             | 日本             | J3               | 5                | 0                | -                | -                | 2                | 0                | 7                | 0                |
| 総通算           | 総通算           | 総通算           | 総通算           | 5                | 0                | -                | -                | 2                | 0                | 7                | 0                |

## 代表歴

### 試合数
- 国際Aマッチ 4試合 0得点（2020年）[5]

| パナマ代表 | 国際Aマッチ | 国際Aマッチ |
| 年         | 出場        | 得点        |
| ---------- | ----------- | ----------- |
| 2020       | 4           | 0           |
| 通算       | 4           | 0           |